# Anton II. von Montfort

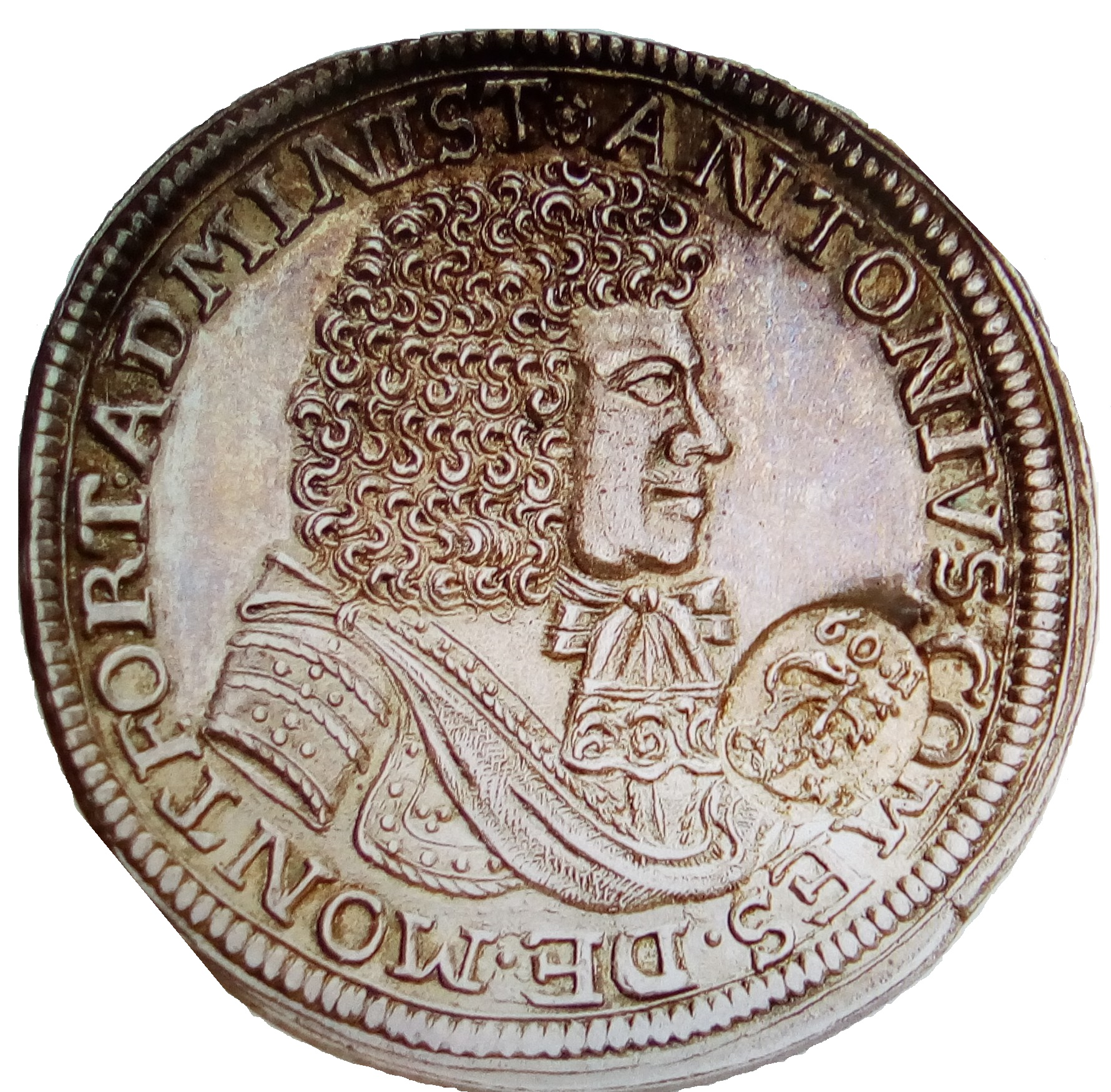
Anton II. von Montfort

Graf Anton II. von Montfort (* 14. Oktober 1635; † 14. Januar 1706 in Ingolstadt), nach alternativer Zählung auch Anton der Ältere von Montfort, war als Vormund von 1686 bis zur Volljährigkeit seines Neffen, des Grafen Anton III. von Montfort, Administrator der Grafschaft Montfort.
Wie der Jesuit Andreas Arzet (1604–1675) im letzten Eintrag seiner Chronik zu den Grafen von Montfort schildert, habe er den jungen Anton von Montfort „in den ersten Fundamenten der Thugend und freyen Künsten unterwisen“ bis dieser auf ein öffentliches Gymnasium geschickt wurde.  Weiter schreibt Arzet, dass Anton von Montfort im Herbst 1652 nach Rom gereist sei, um dort Philosophie und Kirchenrecht zu studieren. Als die Pest Neapel erreichte, sei er schließlich über Mailand 1657 „frisch und gesund“ nach Tettnang zurückgekehrt. Statt einer geistlichen Laufbahn wandte er sich einer Soldatenkarriere zu, wurde Oberstleutnant und später in der Belagerung von Stettin 1659 „mit einer Handgranat an einem Fuss übel beschädiget“, gefangengenommen, aber nach „etlich Wochen durch Auswexlung“ freigelassen. Arzet berichtet, dass Anton von Montfort sich danach aus dem Feld zurückzog und am  Hof des Erzherzogs Leopold Wilhelm von Österreich Kammerherr wurde. 1664 habe Anton von Montfort wiederum ein Montforter Regiment von 1800 Mann gegen die Türken aufgebracht. 1669 habe er sich schließlich in kurbayrischen Dienste begeben und sei in München Kammerherr geworden.  1673 sei Graf Anton von Montfort „in dem schwäbischen Kraiss zwar über ein Regiment zu Fuss alß Oberster under bairischer Armee, aber auch fur Generalwachtmaister bestelt worden“, im Zuge der der militärischen Gegenwehr Kaiser Leopolds I. gegen Ludwig XIV. von Frankreich.